# Swish
O Swish(assim como o Pang) é um prato de condução exótico, originalmente criado por uma parceria entre Gene Krupa e a Zildjian (Avedis Zildjian Company).
Possui borda dobrada e flangeada igual a um china (veja: china (prato)), com uma cúpula bem pequena. O Swish possui tonalidade maior do que o Pang e é um pouco mais fraco com um ping menos definido. O Swish era originalmente vendido com rebites como prato de efeitos e o Pang era vendido sem os rebites. Alguns baterista posteriormente adotaram os rebites nos Pang.
As medidas do Swish são de geralmente 16 a 22 polegadas, enquanto do Pang é de 18 a 20 polegadas.